# Martian Successor Nadesico
Martian Successor Nadesico (яп. 機動戦艦ナデシコ Кидо: Сэнкан Надэсико) — аниме-сериал режиссёра Тацуо Сато, выпускавшийся студией Xebec с 1 октября 1996 года по 24 марта 1997 года. По мотивам аниме выпускалась манга Киа Асамии с самостоятельной сюжетной линией. Также 21 февраля 1998 года была выпущена OVA Gekiganger 3: The Movie, а 8 августа того же года состоялась премьера полнометражного аниме-фильма под названием Martian Successor Nadesico: Prince of Darkness, являющегося продолжением сериала.
В 1999 году сериал был признан журналом Animage лучшим аниме года. По мнению рецензента ANN, оно отличается красочными персонажами. Хотя его можно рассматривать как злую сатиру на «Евангелион», «Gundam», «Macross» и множество других меха-аниме, здесь находится место и для нетипичных для пародии серьёзных вещей. Также рецензент отмечает качество вложенного сериала «Gekiganger 3», созданного по канонам старой школы и представляющего собой откровенную пародию на «Gatchaman» и «Mazinger Z».
Согласно опросу, проведённому в 2007 году Агентством по делам культуры, занимает 46-е место среди лучших аниме всех времён.

## Сюжет
Сто лет назад Луна решила отделиться от Земли и получить автономию. Дабы помешать этому, силы Земли внедрили своих агентов, которые раскололи Луну на два лагеря. В конце концов, одна из сторон была изгнана с Луны и направилась на Марс. Силы Земли же вычеркнули этот эпизод из истории, а вслед за изгнанниками отправили ядерные ракеты, вынудив их отступить на пояс астероидов и Юпитер. Там изгнанники нашли древний завод по производству чулипов, выполняющих роль телепортаторов на основе «бозоновых прыжков», беспилотной техники и фазовых двигателей. В то же время Земля, исследовав руины Марса, также получает некоторые технологии, однако технология бозоновых прыжков остаётся ей недоступна. Развив найденные технологии, изгнанники нападают на колонии Земли с целью отомстить. Так как официально никаких изгнанников никогда не существовало, напавших под видом пришельцев на Землю назвали джовианцами. Под их атакой Марс и Луна оказываются захвачены, и поражение Земли становится лишь вопросом времени.
К моменту начала сериала компания Нергал (яп. ネルガル重工 Нэругару Дзю:ко) строит крейсер Надэ́сико — самый мощный корабль, доступный Земле. Однако компания собирается использовать его для исследования Марса, а не защиты планеты, что вызывает конфликт с Объединёнными силами Земли. Постепенно экипаж Надэсико узнаёт истинную историю конфликта, а джовианцы развивают свои технологии настолько, что оказываются способны телепортироваться на ограниченное расстояние без чулипов, а также обзаводятся отрядом солдат, способных к органическим бозоновым прыжкам. В ходе знакомства этого отряда с экипажем Надэсико некоторые джовианцы приходят к мысли о мирных переговорах. Но эти переговоры сначала срываются Землёй, пытающейся убить посла, а после того как Надэсико идёт против Земли и пытается самостоятельно заключить мир — переговоры срываются уже джовианцами, когда их лидеру стало известно о найденных Древних руинах на Марсе и он решил вести войну до победного конца. Причём как Земля, так и Юпитер предпочитают сохранить факт попыток переговоров в тайне, дабы это не влияло на боевой дух солдат, и надеются победить с помощью захвата и изучения тех технологий, оставшихся на Марсе.

## Персонажи

### Экипаж Надэсико
Акито Тэнкава (яп. 天河明人 Тэнкава Акито)
Сэйю: Юдзи Уэда
Главный герой. Родился на Марсе в колонии «Утопия», в семье учёных, а из своего детства помнит только его подругу, Юрику Мисумару. Во время нападения джовианцев на Марс его родители погибли по вине Нергала, а он сам, пытаясь спасти маленькую девочку по имени Аи (яп. アイちゃん Аи-тян), оказался окружённым джовианской техникой и мог погибнуть, но совершил первый в истории органический бозоновый прыжок и перенёсся на Землю, после чего стал поваром, отказавшись от идеи быть военным. Спустя время, когда война ещё шла, он встречает Юрику и преследует её в надежде узнать от неё больше о своём прошлом. Так попадает в Нергал, где его вербуют на Надэсико в качестве повара. Однако позднее он берёт на себя и роль пилота боевого робота — Аэстивалиса (яп. エステバリス Эсутэбарису, Aestivalis), и даже показывает хорошие навыки пилотирования, но не оставляет мечту стать умелым поваром. Был рад узнать, что по проекту «Скиапарелли» Надэсико отправится на Марс, где он вырос. Какое-то время на борту он завязывает отношения с Мэгуми, но в итоге остаётся с Юрикой. Также он вскоре полюбил аниме Gekiganger 3, о котором узнал от Гая Дайгодзи. Три года спустя после окончания войны его объявляют погибшим в ходе несчастного случая, однако на самом деле его из-за способности к бозоновым прыжкам похищают «Наследники Марса» и проводят эксперименты на его мозге, в результате чего у него снижается эмоциональность.
Юрика Мисумару (яп. 御統 ユリカ Мисумару Юрика)
Сэйю: Хоко Кувасима
Капитан Надэсико, подруга детства Акито, тоже проживавшая в колонии «Утопия» до переезда на Землю. Прекрасный тактик, даже в критических ситуациях мыслит рационально, но в обычной жизни ведёт себя легкомысленно и по-детски и служит источником бодрости для других членов команды. Часто предлагает нестандартный план действий, например, атаку гравитонной пушкой в вертикальном положении или тактику заманивания противника, которые, тем не менее, успешно срабатывают. Изначально приписывала Акито романтические чувства к себе, что тот категорически отрицал. Однако, постепенно видя его отношения с Мэгуми, меняет своё поведение и борется с ней за его внимание. По её словам, во время управления Надэсико она часто переживает, чтобы Акито был в безопасности. Через несколько лет её, так же, как и Акито, похищают джовианцы, инсценировав несчастный случай. Она была включена в устройство контроля бозоновых прыжков, а её сны использовались для контроля над ним.
Мэгуми Рейнард (яп. メグミ・レイナード Мэгуми Рэйна:до, Megumi Reinard)
Сэйю: Наоко Такано
Актриса озвучивания аниме и программ для детей, которая была завербована Нергалом для работы в качестве офицера связи Надэсико. Девушка с приятным характером, отрицательно относится к войне, и в этом она находит общее с Акито, к которому позже начинает испытывать чувства, становясь конкуренткой Юрики за его внимание. Известно, что до карьеры сэйю она училась на врача.
Рури Хосино (яп. 星野ルリ Хосино Рури)
Сэйю: Оми Минами
Оператор Надэсико, управляет бортовым компьютером Омоиканэ (яп. オモイカネ Омоиканэ). Превосходно разбирается в электронике и технике. Самый умный и интеллектуальный член команды, по характеристикам походит на вундеркинда, несмотря на то, что она заняла такое ответственное место в 11 лет. Её фирменной фразой является «бака», ею она комментирует любую глупость, сделанную на корабле. Всегда находится на служебном месте, если требуется, иногда пугая своим незаметным присутствием других. Как выясняется позже, она является принцессой королевства Peaceland, которая была создана с помощью генной инженерии. Также она стала победительницей музыкального конкурса на Надэсико, но отказалась от главного приза — места капитана корабля.
Гай Дайгодзи (яп. ダイゴウジ・ガイ Дайгодзи Гай)
Сэйю: Томокадзу Сэки
Пилот Аэстивалиса, который прибыл к месту базирования Надэсико на три дня раньше положенного срока, поскольку узнал, что в его обязанности будет входить управление огромными боевыми роботами, как в его любимом аниме Gekiganger 3. Первоначально презрительно относился к Акито, когда тот взялся управлять Аэстивалисом вместо него, поскольку у него была сломана нога. Его настоящее имя — Дзиро Ямада (яп. 山田二郎 Ямада Дзиро:), достаточно распространённое в Японии. Считает свой псевдоним его истинным именем, «именем души», и сильно раздражается, когда к нему обращаются как к Дзиро Ямаде. Будучи преданным к Gekiganger 3, в бою ведёт себя активно и непредсказуемо и произносит речи других героев аниме. Кроме того, в его внешности есть сходство с Кэном Тэнку (яп. 天空ケン Тэнку Кэн), одним из центральных персонажей. Вскоре сдружился с Акито, который тоже потом стал поклонником этого аниме, однако всё равно не понимает его стремление стать поваром, когда он пилот Аэстивалиса. После выхода Надэсико за пределы атмосферы Земли и битвы с её Объединёнными силами был убит одним из бежавших пленников корабля, находясь в ангаре с Аэстивалисами. Позже появлялся в видениях Акито во время ментальной атаки джовианцев на экипаж корабля.
Дзюн Аой (яп. 葵ジュン Аой Дзюн)
Сэйю: Кэнтаро Ито
Друг Юрики, влюблённый в неё. Его чувства к ней остаются незамеченными, а она сама называет его «лучшим другом». Первоначально был членом команды Надэсико, но после переговоров Юрики и её отца на крейсере Тобиумэ (яп. トビウメ Тобиумэ) остался у военных. После этого вызвался пилотировать Дельфиниум (яп. デルフィニウム Дэруфиниуму), чтобы помешать Надэсико улететь с планеты. В ходе того сражения заявил, что всегда хотел защитить Юрику и проявить себя в качестве героя. От самопожертвования его вовремя остановили Акито и Гай, и позднее он был принят на Надэсико, где при необходимости стал выполнять роль заместителя капитана.
Сэйя Урибатакэ (яп. 瓜畑星矢 Урибатакэ Сэйя)
Сэйю: Нобуо Тобита
Главный механик, заведует ангаром с Аэстивалисами и руководит бригадой обслуживающих. В прошлом был изобретателем-самоучкой. Сразу согласился на просьбу Нергала стать членом команды Надэсико, использовав положение, чтобы оставить жену и сына. Позже пытался завязать отношения с Хикару. Увлекается изготовлением фигурок роботов и других членов экипажа и созданием диорам. На деньги Нергала в тайне от всех сконструировал модифицированную версию Аэстивалиса — Икс-Аэстивалис (яп. Xエステバリス Эккусуэсутэбарису, X-Aestivalis). Также разработал дисторционную блокировку (англ. distortion block), которая поглощает энергию при помощи дисторционного поля и равномерно распределяет её по всему корпусу.
Проспектор (яп. プロスペクター Пуросупэкута:-сан, Prospector)
Сэйю: Кэнъити Омо
Непосредственный член корпорации Нергал. Бухгалтер и финансовый менеджер Надэсико, чьё настоящее имя так и не раскрывается. Совместно с Готом Хори занимался набором команды корабля на Земле. Больше всего беспокоится о денежных убытках, связанных с повреждениями Надэсико и уничтожением оборудования, и человеческих потерях.
Гот Хори (яп. ゴート・ホーリー Го:то Хо:ри:, Goat Hoary)
Сэйю: Дзюрота Косуги
Высокий и широкоплечий мужчина, обеспечивающий безопасность экипажа. Был рекомендован Нергалом, поскольку в прошлом был военным и имеет хорошую боевую подготовку. Немногословен и серьёзен, умело владеет огнестрельным оружием. Предпочитает отделять работу от личной жизни. Некоторое время находился в отношениях с Минато и даже дарил ей на Рождество возможность покинуть Надэсико, поскольку беспокоился о её безопасности.
Минато Харука (яп. 遥ミナト Харука Минато)
Сэйю: Мая Окамото
Основной навигатор Надэсико. Бросила работу секретарши главы крупной компании, чтобы присоединиться к команде Надэсико. Имела отношения с Готом Хори, но затем влюбилась в Цукумо Сиратори, после того, как помогла ему сбежать с корабля и вместе с Мэгуми посетила территорию джовианцев.
Хоу Мэй (яп. ホウメイ Хоу Мэй)
Сэйю: Миюки Итидзиро
Шеф-повар Надэсико, хозяйка бортового кафетерия. Всегда с большой ответственностью подходит к приготовлению пищи, умеет готовить блюда всех национальных кухонь, а также держит на складе специи со всех уголков Земли. Считает, что приём пищи всегда должен быть превосходным, поскольку клиент может не дожить до следующего, из-за чего она готовит любую еду, которую попросят, надеясь, что она будет наилучшей в чьей-то жизни. Обучает Акито навыкам повара, иногда беседует с ним. 
На кухне Хоу Мэй трудятся пять девушек: Саюри Тэрасаки (яп. テラサキ・サユリ Тэрасаки Саюри, сэйю: Акико Ядзава), самая высокая из кухарок, носит чёрные волосы, завязанные в конский хвост, Харуми Танака (яп. タナカ・ハルミ Танака Харуми, сэйю: Акико Ядзава), носит рыжие волосы в двух косах, Дзюнко Мидзухара (яп. ミズハラ・ジュンコ Мидзухара Дзюнко, сэйю: Юми Мацудзава (аниме-сериал), Юка Имаи (полнометражный аниме-фильм)), кухарка с короткими синими волосами, Микако Сато (яп. サトウ・ミカコ Сато: Микако, сэйю: Эми Мотои), самая низкая из кухарок, носит тёмные волосы в пучках, и Эри Уэмура (яп. ウエムラ・エリ Уэмура Эри, сэйю: Томоко Каваками), девушка с каштановыми волосами, завязанными в конский хвост.
Рёко Субару (яп. 昴リョーコ Субару Рё:ко)
Сэйю: Тиса Ёкояма
Пилот Аэстивалиса. Покинула колонию Земли L2 во время её атаки джовианцами вместе с её подругами Идзуми и Хикару, поместив всех в спасательную капсулу, которая затем врезалась в Надэсико. Из трёх подруг она самая воинственная и вспыльчивая. Спустя время испытывает тёплые чувства к Акито и предпочитает держать их при себе, но это становится только поводом для шуток остальных девушек. Какое-то время считала, что она не умеет ничего, кроме как сражаться.
Идзуми Маки (яп. 真木イズミ Маки Идзуми)
Сэйю: Мики Нагасава
Одна из трёх девушек-пилотов Аэстивалисов, что попали на Надэсико из атакованной колонии L2 благодаря усилиям Рёко. В основном скромна и сдержанна, однако одержима сочинением каламбуров, игр слов и шуток, наполненных чёрным юмором. Умеет играть на укулеле. После войны стала работать певицей в баре.
Хикару Амано (яп. 天野ヒカル Амано Хикару)
Сэйю: Сихо Кикути
Пилот Аэстивалиса. Вместе с Рёко и Идзуми попала на Надэсико на спасательной капсуле. Впервые встретилась с Акито, когда пробиралась по вентиляционным трубам корабля на звук плача и упала прямо в его комнату, застав его за просмотром трагического эпизода Gekiganger 3. Скоро выяснилось, что она является фанаткой этого аниме. Самая активная и открытая из девушек. Также после одной из операций на Земле она сказала, что хотела бы написать мангу. После завершения войны возвращается на Землю и становится мангакой, что сильно её нагружает.
Инес Фрессанж (яп. イネス・フレサンジュ Инэсу Фурэсандзю, Inez Fressange)
Сэйю: Наоко Мацуи
До начала войны, будучи на Марсе, разработала технологии фазовых двигателей и дисторционного поля и послала материалы на Землю (потом призналась, что на самом деле технологии нашли). После начала войны вместе с другими людьми стала жить под землёй. После прибытия Надэсико на Марс отказывалась присоединиться к команде, так как знала о превосходстве джовианцев над крейсером Нергала. Вскоре, после обвала подземного убежища, стала научным консультантом. Среди других членов экипажа имеет прозвище «Леди-объясню» (яп. 説明おばさん Сэцумэй обасан), поскольку она объясняет большую часть непонятных моментов, связанных с технологиями и научными явлениями, а также сам ход сюжета сериала. Способна почувствовать с любого места корабля, что кому-то надо что-то объяснить. Также вместе с Рури и Юрикой она ведёт передачу «Знакомство с Надэсико», в ходе которой разъясняются характеристики и принципы работы корабля. Во время второй битвы за Марс выясняется, что она и есть Аи: когда Акито пытался защитить её и вступил в бой с роботами джовианцев, в результате совершив бозоновый прыжок, Инес тоже его совершила, одновременно переместившись в будущее. Однако перед самой встречей с Акито переместилась на 20 лет в прошлое, где потеряла память и была найдена в марсианской пустыне рабочими Нергала.
Нагарэ Акацуки (яп. アカツキ・ナガレ Акацуки Нагарэ)
Сэйю: Рётаро Окиаю
Квалифицированный пилот Аэстивалиса, который вместе с Эриной прибыл на Надэсико со второго корабля Нергала — Космоса (яп. コスモス Косумосу, Nergal ND-002 Cosmos). Впервые появляется во время битвы Аэстивалисов с беспилотниками, в которой первые оказались в невыгодном положении. После этого часто спасал Акито и других пилотов из безвыходных ситуаций. Быстро завоевал популярность среди девушек-пилотов. Пренебрежительно относится к Акито из-за его любви к Gekiganger 3, поскольку не любит аниме в целом, но, несмотря на это, всё равно находится с ним в дружеских отношениях. Во время приказа ОСЗ сдать девочку с Юпитера Земле самостоятельно вынул ключ от Надэсико, а позже рассказал, что он является главой Нергала. Выяснилось также, что он находился на Надэсико для лучшего наблюдения за членами команды и для уверенности, что всё идёт по плану (входило в объявленный корпорацией план Б). Покинув Надэсико, какое-то время пребывал на Земле, но после совместно с Эриной возглавил Какицубату (яп. カキツバタ Какицубата, Nergal ND-003 Kakitsubata), третий корабль Нергала.
Эрина Киндзё Вон (яп. エリナ・キンジョウ・ウォン Эрина Киндзё: Вон)
Сэйю: Юко Нагасима
Прибыла на Надэсико вместе с Нагарэ, после чего стала помощницей навигатора. Проявляет интерес к Акито из-за его способности к совершению бозоновых прыжков. Часто показывает большую, чем у капитана, ответственность управления кораблём. По приказу второго адмирала рассказала ему настоящую историю возникновения джовианцев. Её привязанность к Акито постепенно увеличивается, а когда он спасал джовианскую девочку и направлялся к ангару, она плакала, прося его остаться. Здесь же выяснилось, что она является секретаршей главы Нергала. Покинула Надэсико и вернулась к своей работе на Земле до запуска Какицубаты.
Ицуки Кадзама (яп. イツキ・カザマ Ицуки Кадзама)
Сэйю: Акико Ядзима
Умелый пилот Аэстивалиса, превосходно действует в команде. Пришла на замену Акито, когда сообщили, что ему лучше покинуть Надэсико. Погибла в сражении против роботов джовианцев в Кавасаки.

### Объединённые силы Земли
Коитиро Мисумару (яп. 御統コウイチロウ Мисумару Ко:итиро:)
Сэйю: Акио Оцука
Адмирал, главнокомандующий Третьим флотом Объединённых сил Земли (ОСЗ). Является отцом Юрики, долгое время они были соседями семьи Тэнкавы, но затем переехали на Землю. Высказывался против использования Надэсико для исследования Марса, а не для защиты Земли, и долгое время уговаривал свою дочь сдать крейсер военным. Тем не менее, он мягко и заботливо относится к Юрике.
Дзин Фукубэ (яп. 瓢仁 Фукубэ Дзин)
Сэйю: Нобуо Танака
Первый адмирал Надэсико, посланный на корабль в качестве представителя ОСЗ. В отличие от других военных, поддерживает проект «Скиапарелли». Немногословный и спокойный пожилой человек с приятным характером. Имеет большой опыт ведения войны и часто даёт советы Юрике. Во время нападения джовианцев на Марс командовал космическим флотом Объединённых сил Земли во главе с главным крейсером. Оказавшись в проигрышном положении, отдал приказ отделить малую часть крейсера с экипажем от другой, которая затем столкнулась с чулипом, что привело к его крушению на поверхности Марса. Рассказал Акито всю правду о гибели его родителей, после чего тот был зол на него. После прибытия Надэсико на Марс вместе с другими нашёл корабль ОСЗ Крокус (яп. クロッカス Куроккасу) и сумел запустить его, однако, когда приблизились джовианские корабли, решил пожертвовать собой ради благополучного прохождения Надэсико через найденный чулип, оставив себя прикрывать его и объяснив свой поступок желанием исправить свои прошлые ошибки. Однако спасся на джовианском роботе и, неожиданно для всех, появился на борту Надэсико в Древних руинах.
Садааки Мунэтакэ (яп. ムネタケ・サダアキ Мунэтакэ Садааки)
Сэйю: Мицуаки Мадоно
Второй адмирал Надэсико, пришедший на замену Дзина, с которым он тоже участвовал в первой битве с джовианцами. Руководил отрядом солдат при взятии Надэсико, а сам ненадолго стал капитаном. После восстания экипажа его вместе с другими военными взяли в плен, а после того, как Надэсико покинул Землю, сбежал с остальными с помощью небольшого космического модуля. При побеге выстрелил в Гая. Известно, что в суде его оправдали, поскольку он говорил, что сделал это для самообороны. С первого же появления на корабле вызвал неприязнь у большинства членов команды. Имеет раздражительный характер, использует своё положение, отдавая всяческие приказы, которые идут на пользу только ему. Его отец также был военным Объединённых сил Земли. Вынудил Эрину рассказать настоящую историю конфликта между джовианцами и Землёй. Во время разговора с Акито на фоне показа Gekiganger 3 в кафетерии удивился, почему смерть Гая всё ещё волнует его. Оказавшись на грани увольнения и обнаружив, что Сэйя построил Икс-Аэстивалис, немедленно приказал подготавливать робота в качестве рядовой боевой машины наравне с Аэстивалисами, на что получил отказ, так как он ещё не был завершён и мог давать сбои. Позже ввёл в себя галлюциногенные препараты и, будучи в состоянии эйфории и слыша голос Гая на Гекигангере, угнал Икс-Аэстивалис и попытался уничтожить Космос с помощью гравитонной пушки, но, когда он нажал с воображаемым Гаем кнопку выстрела, робот взорвался.

### Джовианцы
Цукумо Сиратори (яп. 白鳥九十九 Сиратори Цукумо)
Сэйю: Томокадзу Сэки
Командующий лейтенант Боевого мужского подразделения сил Юпитера, а также пилот Даймадзина (яп. ダイマジン Даймадзин) — мехи, являющейся основным боевым роботом джовианцев по аналогии с Аэстивалисами и созданной под влиянием Gekiganger 3. Внешне очень схож с Гаем Дайгодзи. Был телепортирован в Кавасаки, чтобы уничтожить разработки землян, ведущих эксперименты над чулипом. После разрушения исследовательского центра и схватки с Аэстивалисами его Даймадзин был критически повреждён, после чего робот в тяжёлом состоянии был доставлен на Надэсико, где он и укрылся в плюшевой игрушке в комнате Мэгуми. Однако, его скоро раскрывают, и он сбегает с корабля при помощи Мэгуми и Минато, которых он потом провёл на территорию джовианцев. Также после этого случая влюбился в Минато, что поначалу очень раздражало его сестру Юкину. Высказывается против войны и считает, что любой конфликт можно урегулировать мирным путём. Вместе с некоторыми членами команды Надэсико отправился на свою территорию в качестве посла для ведения мирных переговоров, однако во время своего выступления по заговору Кусакабэ в него выстрелил его же товарищ, Гэнъитиро. Тяжело раненным его доставили обратно на Надэсико, однако позже он умер на операционном столе, успев отдать Минато обручальное кольцо. Вскоре его смертью смог воспользоваться Харуки Кусакабэ в качестве повода для продолжения войны против Земли до победного конца.
Юкина Сиратори (яп. 白鳥ユキナ Сиратори Юкина)
Сэйю: Икуэ Отани
Младшая сестра Цукумо. Пытается чувствовать себя взрослее, и поэтому всячески дразнит брата из-за его пристрастия к Gekiganger 3. С ужасом восприняла тот факт, что Цукумо полюбил женщину с Земли, из-за чего пробралась на Надэсико с целью убить Минато. Однако, скоро стала понимать их чувства и осознала, что Минато на самом деле хорошая женщина. После смерти брата осталась жить с Минато.
Гэнъитиро Цукиоми (яп. 月臣元一朗 Цукиоми Гэнъитиро)
Сэйю: Тосиюки Морикава
Лейтенант Боевого мужского подразделения сил Юпитера, а также пилот Даймадзина. Внешне схож с одним из персонажей Gekiganger 3 — Джо Умицубамэ (яп. 海燕ジョー Умицубамэ Дзё:). Лучший друг Цукумо и его товарищ в бою, с кем и разделяет свой фанатизм к Gekiganger 3. Не понимал его желание жениться на Минато, в то время как он сам, больше, чем реальной женщине, симпатизировал вымышленной героине Gekiganger 3 — Нанако Кокубундзи (яп. 国分寺ナナコ Кокубундзи Нанако). По приказу Кусакабэ исподтишка выстрелил в Цукумо во время мирных переговоров. Через несколько лет, когда Земле угрожали «Наследники Марса», помогал Нергалу и боролся против своего бывшего командира.
Харуки Кусакабэ (яп. 草壁春樹 Кусакабэ Харуки)
Сэйю: Кунихико Ясуи
Вице-адмирал и Верховный главнокомандующий Боевого мужского подразделения сил Юпитера. Стремится выиграть войну против Земли. Некоторое время задумывался о мирном завершении войны, однако после обнаружения на Марсе Древних руин отверг эту идею и решил вести войну до победного конца и подчинить Землю с помощью тех технологий древних цивилизаций. Поскольку его интересы стали идти вразрез с настроениями Цукумо, он приказал убить его и поручил это дело Гэнъитиро, которому объяснил, что тот является шпионом Земли. Хороший оратор. Своему же народу он заявил, что Цукумо погиб от рук землян, тем самым показывая их желание продолжить войну.
Гэмпатиро Акияма (яп. 秋山源八郎 Акияма Гэмпатиро:)
Сэйю: Ясунори Мацумото
Капитан космического крейсера Канадзуки, превосходный тактик. Был отправлен через чулип в Индийский океан. Во время продолжительной битвы с Надэсико использовал оружие, способное телепортировать взрывчатку прямо на борт крейсера. Однако, руководствуясь технически более совершенным кораблём, не смог выиграть сражение, после чего с почётом высказался о Юрике как об отличном капитане и достойном противнике. Во время второй битвы за Марс снова командовал Канадзуки, но затем был вынужден перейти на Даймадзин.
Сабурота Такасуги (яп. 高杉三郎太 Такасуги Сабуро:та)
Сэйю: Синъитиро Мики
Помощник капитана Канадзуки, а также пилот Даймадзина. Вместе с Гэмпатиро участвовал в битве против Надэсико, а позже перешёл лично управлять Даймадзином и сражался с Аэстивалисами. В ходе этого сражения его робот был критически повреждён Нагарэ, после чего он совершил несколько бозоновых прыжков как можно дальше от Канадзуки, и Даймадзин взорвался, охватив пламенем большое пространство, таким образом сохранив Канадзуки в целости. Ему удалось спастись на спасательной капсуле. Пилотировал Даймадзин во время второй битвы за Марс.

### Другие персонажи
Аква Кримсон (яп. アクア・クリムゾン Акуа Куримудзон, Aqua Crimson)
Сэйю: Юко Мидзутани
Девушка из богатой семьи Кримсонов, владеющих Австралийским конгломератом Кримсон и занимавшихся разработкой защитных систем. Живёт одна в роскошном доме на острове, куда прибывают члены команды Надэсико для поиска упавшего чулипа. Её имя ассоциируется с именем вымышленной героини Gekiganger 3 — Аквамарины (яп. アクアマリン Акуамарин, Aquamarine), причём их внешность и характер схожи: она так же красива, вежлива и заботлива. На это сразу обращает внимание Акито, которого она приглашает к себе в усадьбу и кормит первоклассным обедом. Спустя время Акито оказывается парализован, а затем открывается сама сущность Аквы: она всё время мечтала найти любящего молодого человека и трагически погибнуть с ним, чтобы покончить с рутинным образом жизни. Позже остальные спасают Акито и Акву от гибели, после чего девушка продолжает жить одной на острове.

## Gekiganger 3
Gekiganger 3 (яп. ゲキ・ガンガー3 Гэки Ганга: Сури) — вымышленное аниме, которое, согласно сериалу, появилось сто лет назад и остаётся популярным до сих пор. Отступая, джовианцы забрали с собой записи Gekiganger 3, и это аниме стало для них библией. Однако они не успели забрать некоторые эпизоды, и для них они существуют только в легендах. Данное аниме также любимо как экипажем Надэсико — ближе к концу сериала на Надэсико даже проходит фестиваль, посвящённый Gekiganger 3, так и бортовым компьютером Надэсико, Омоиканэ, чья человеческая личность охраняется образом Гекигангера 3, робота из аниме. Сами же герои Gekiganger 3 (как положительные, так и отрицательные), являются поклонниками Martian Successor Nadesico и заимствуют некоторые идеи (например, атаку дисторционным полем) из этого сериала. После выхода оригинального аниме-сериала была выпущена отдельная OVA, представляющая собой нарезку из эпизодов Gekiganger 3. При этом, помимо эпизодов, уже показанных на Надэсико, были добавлены и новые.

## Композиции
- «You Get to Burning» (яп. ユー・ゲット・トゥー・バーニング ю: гэтто ту: ба:нингу) — открывающая тема. Слова — Сатоми Аримори. Композитор — Тосиюки Омори. Исполняет — Юми Мацудзава.
- «Watashi Rashiku» (яп. 私らしく ватаси расику) — закрывающая тема. Слова — Юки Мацура. Композитор — Юки Мацура, Киёси Ёсида. Исполняет — Хоко Кувасима. Согласно 19-й серии, данная песня написана Дзюном и исполняется Юрикой на конкурсе «Мисс Надэсико».
- «I Want to Be Your Number One» (яп. あなたの一番になりたい) — песня, которая, согласно аниме, написана бортовым компьютером Омоиканэ и исполняется Рури Хосино на музыкальном конкурсе. Слова — Сатоми Аримори. Композитор — Кэнсукэ Митомэ. Исполняет — Оми Минами.